# Sösdala församling
Sösdala församling är en församling i Göinge kontrakt i Lunds stift och Hässleholms kommun. Församlingen utgör ett eget pastorat.

## Administrativ historik
Församlingen bildades 2012 genom en sammanslagning av Norra Mellby församling, Häglinge församling och Brönnestads församling och utgör sedan dess ett eget pastorat.

## Kyrkobyggnader

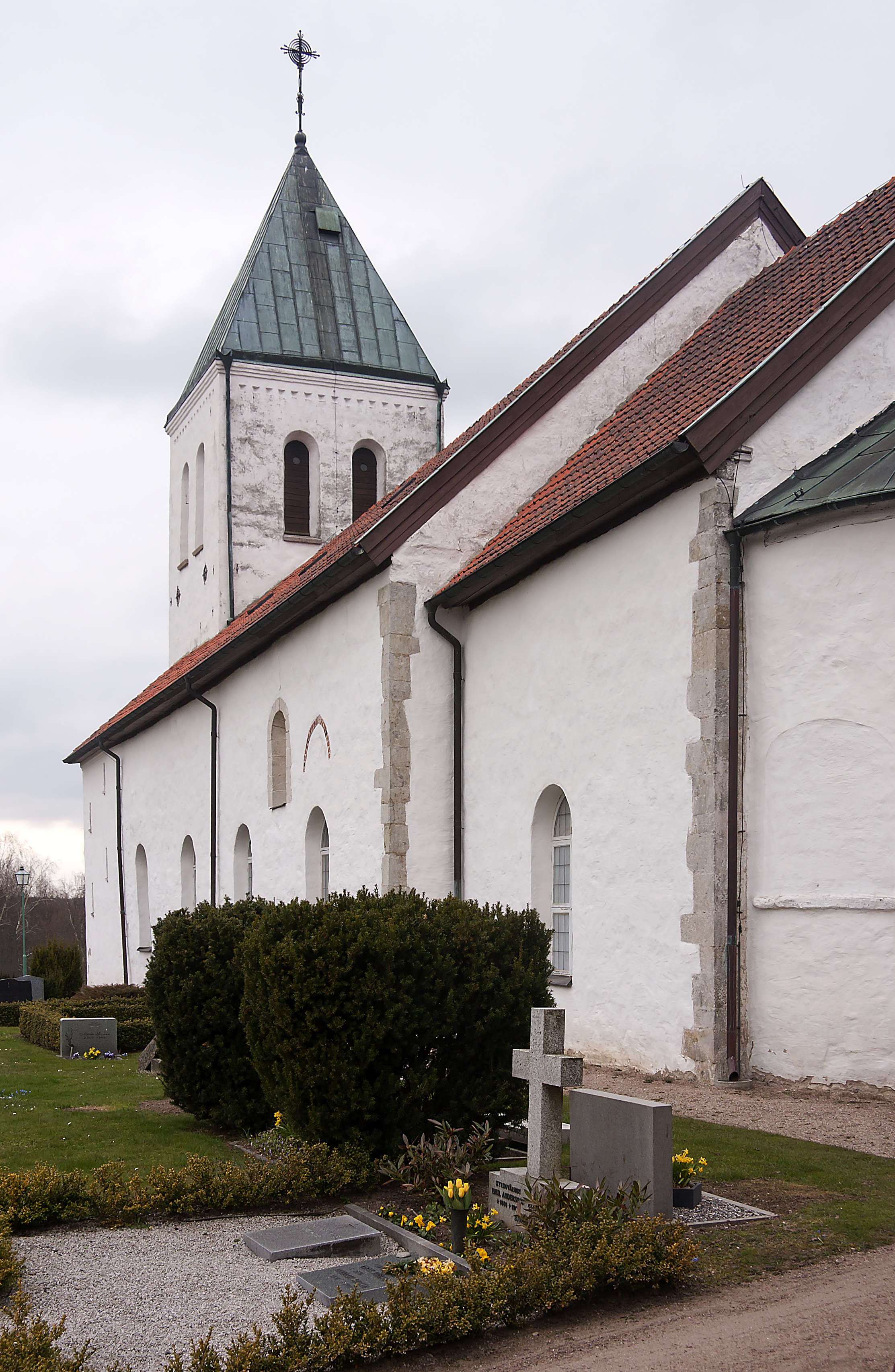
Norra Mellby kyrka
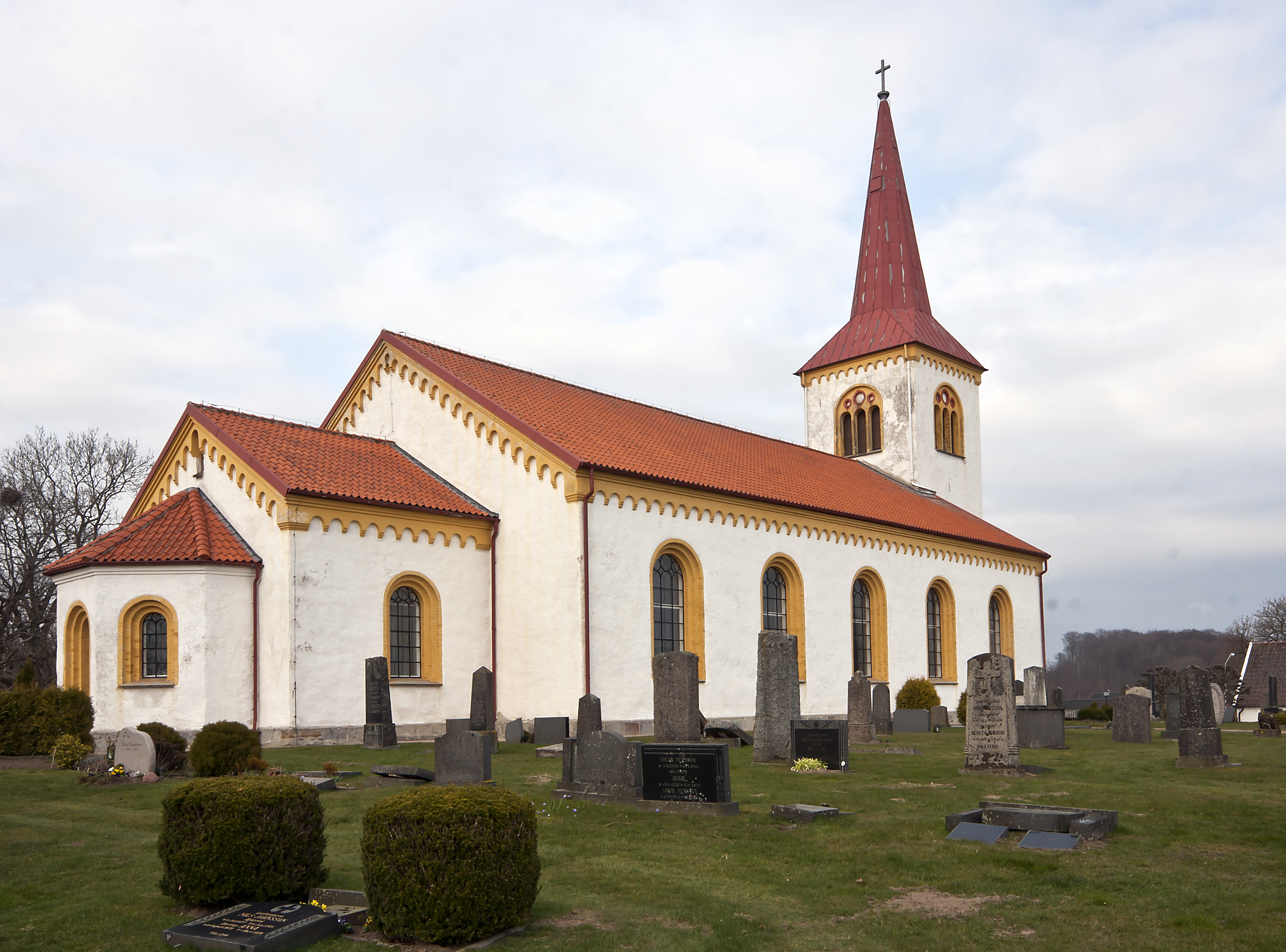
Häglinge kyrka
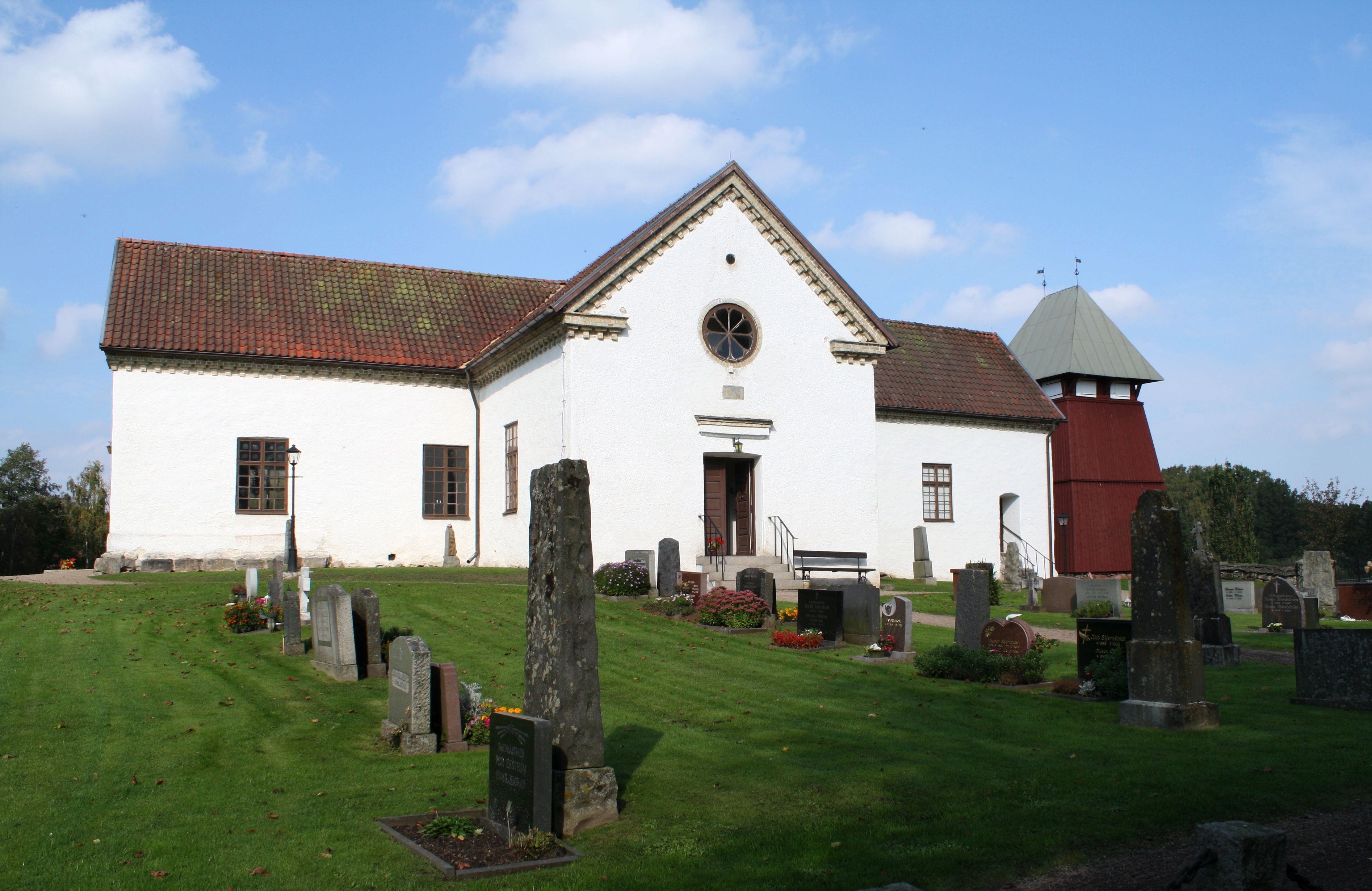
Brönnestads kyrka